# Euplectrus hargreavesi
Euplectrus hargreavesi is een vliesvleugelig insect uit de familie Eulophidae. De wetenschappelijke naam is voor het eerst geldig gepubliceerd in 1941 door Ferrière.